# كن خان يعقوب (مقاطعة دلفان)
كن خان يعقوب (بالفارسية: کن خان یعقوب) هي قرية تقع في قسم ميربغ الجنوبي الريفي (مقاطعة دلفان) في إيران. يقدر عدد سكانها بـ 105 نسمة بحسب إحصاء 2016.